# Tampa
För andra betydelser, se Tampa (olika betydelser).
Tampa är en stad i den amerikanska delstaten Florida med en yta av 441,9 km² och en befolkning som 2009 uppgick till cirka 318 000 invånare. Cirka 26 procent av befolkningen i staden är afroamerikaner. Av befolkningen lever cirka 18 procent under fattigdomsgränsen. Staden Tampa ingår i vad man kallar Tampa Bay-området, denna benämning omfattar Clearwater, St. Petersburg och Tampa.
Staden är belägen i den västra delen av delstaten vid en vik av Mexikanska golfen – Tampa Bay – cirka 130 km sydväst om Orlando och cirka 350 km sydost om delstatshuvudstaden Tallahassee.
En av stadens största arbetsgivare är det amerikanska försvaret som har cirka 14 000 anställda i Tampa. Inne på MacDill Air Force Base finns bland annat högkvarteren för U.S. Central Command och U.S. Special Operations Command. I staden finns två stora universitet, University of South Florida (USF) och University of Tampa (UT). Ybor är stadens mest kända stadsdel, den byggdes då Vincente M. Ybor flyttade sin cigarrtillverkning från Key West till Tampa. I dag är sjunde gatan i Ybor en nöjesgata med barer och klubbar.
Tampa kallas för "blixtens huvudstad" (gäller dock endast USA, Rwanda har världstiteln) på grund av de på eftermiddagen vanligt förekommande blixtstormarna. Därav kommer namnet Tampa Bay Lightning, som ortens NHL -lag i ishockey heter.

## Klimat
Tampa har ett fuktigt subtropiskt klimat med heta, fuktiga och nederbördsrika somrar, med temperaturer på 30–34° under dagarna och över 20° på kvällarna. Vintertid är temperaturerna över 10° på kvällarna och oftast runt 20–24° på dagen. Mest regn faller under sommaren i samband med åskskurar på eftermiddagen.
Då golfströmmen inte passerar längs Tampas kust är havstemperaturen relativt låg under vintern, men under sommarhalvåret värms vattnet upp till temperaturer på 30 °C som varmast. Orkaner är en fara under denna period.
Normala temperaturer och nederbörd i Tampa:
|                                            | Jan | Feb | Mar | Apr | Maj | Jun | Jul | Aug | Sep | Okt | Nov | Dec |
| ------------------------------------------ | --- | --- | --- | --- | --- | --- | --- | --- | --- | --- | --- | --- |
| Normaldygnets maximitemperaturs medelvärde | 21  | 21  | 23  | 25  | 29  | 31  | 31  | 32  | 31  | 28  | 25  | 21  |
| Normaldygnets minimitemperaturs medelvärde | 10  | 11  | 13  | 15  | 18  | 20  | 22  | 23  | 22  | 19  | 15  | 11  |
|                                            |     |     |     |     |     |     |     |     |     |     |     |     |
| Nederbörd                                  | 57  | 71  | 77  | 52  | 53  | 170 | 179 | 197 | 160 | 57  | 39  | 63  |

| Diagram | temperaturer i °C • månadsnederbörd i mm | temperaturer i °C • månadsnederbörd i mm | temperaturer i °C • månadsnederbörd i mm | temperaturer i °C • månadsnederbörd i mm | temperaturer i °C • månadsnederbörd i mm | temperaturer i °C • månadsnederbörd i mm | temperaturer i °C • månadsnederbörd i mm | temperaturer i °C • månadsnederbörd i mm | temperaturer i °C • månadsnederbörd i mm | temperaturer i °C • månadsnederbörd i mm | temperaturer i °C • månadsnederbörd i mm | temperaturer i °C • månadsnederbörd i mm |
|         | 57 21 10                                 | 71 21 11                                 | 77 23 13                                 | 52 25 15                                 | 53 29 18                                 | 170 31 20                                | 179 31 22                                | 197 32 23                                | 160 31 22                                | 57 28 19                                 | 39 25 15                                 | 63 21 11                                 |

| Jan         | Feb         | Mar         | Apr         | Maj         | Jun         | Jul         | Aug         | Sep         | Okt         | Nov         | Dec         |
| ----------- | ----------- | ----------- | ----------- | ----------- | ----------- | ----------- | ----------- | ----------- | ----------- | ----------- | ----------- |
| 17 °C 63 °F | 18 °C 64 °F | 20 °C 68 °F | 23 °C 73 °F | 27 °C 81 °F | 29 °C 84 °F | 30 °C 86 °F | 30 °C 86 °F | 29 °C 84 °F | 26 °C 79 °F | 21 °C 70 °F | 18 °C 64 °F |

## Sport

### Professionella klubbar i de stora lagsporterna
- NFL – amerikansk fotboll
  - Tampa Bay Buccaneers
- NHL - ishockey
  - Tampa Bay Lightning
- MLB - baseboll
  - Tampa Bay Rays
- AFL - inomhusfotboll
  - Tampa Bay Storm

Det finns en stor nöjespark i Tampa, Busch Gardens, vilken har karuseller och en djurpark.